# Кайко (подводный аппарат)
Кайко (Kaikō) — дистанционно управляемый подводный аппарат, построенный JAMSTEC для изучения морских глубин. Кайко был вторым из четырёх аппаратов, которые когда-либо достигали дна Бездны Челленджера (по состоянию на 2010 год). В период с 1995 по 2003 годы аппарат совершил более 250 погружений, собрал 350 видов организмов (включая 180 видов бактерий). 29 мая 2003 года Кайко был потерян у побережья острова Сикоку во время тайфуна Чан-Хом из-за обрыва троса, соединяющего его с судном-носителем Kairei.

## Исследование Бездны Челленджера

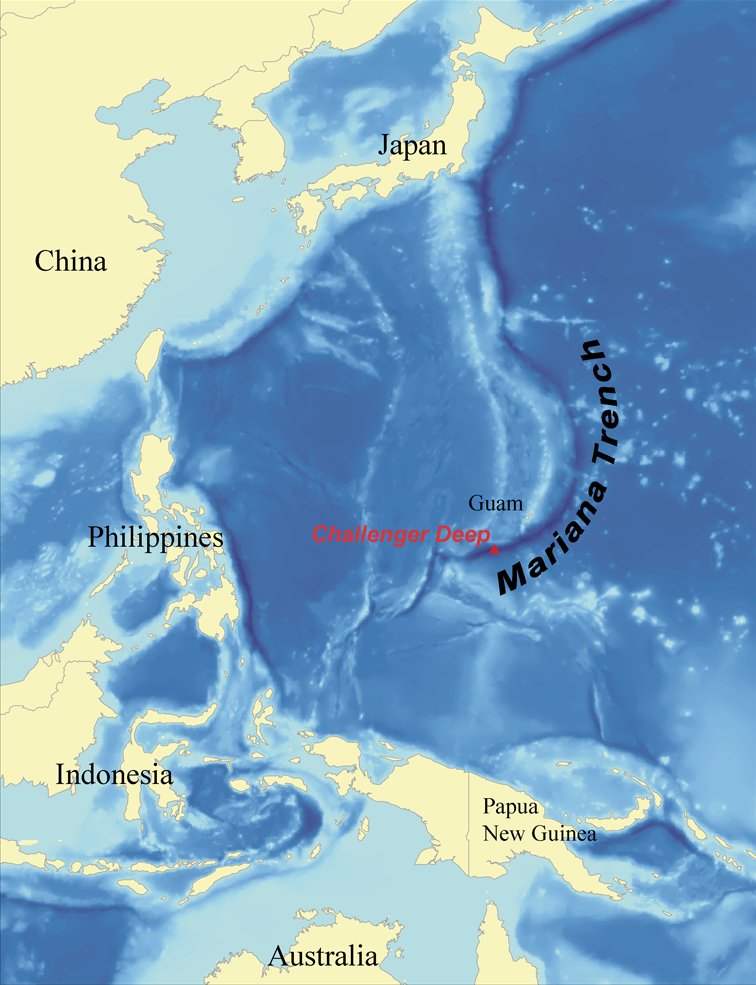

## Устройство
По сути, комплекс Kaiko состоит из трёх аппаратов: судно-носитель, пусковая  платформа и собственно аппарат. Пусковая платформа соединена с судном-носителем первичным тросом, на ней размещено научное оборудование (зонд, телекамера, сонар бокового обзора и устройство для профилирования дна), а также вторичный трос, длиной 250 метров с лебёдкой. Сам аппарат оборудован двума руками-манипуляторами и набором из трёх телекамер.

### Исследовательское судно Kairei

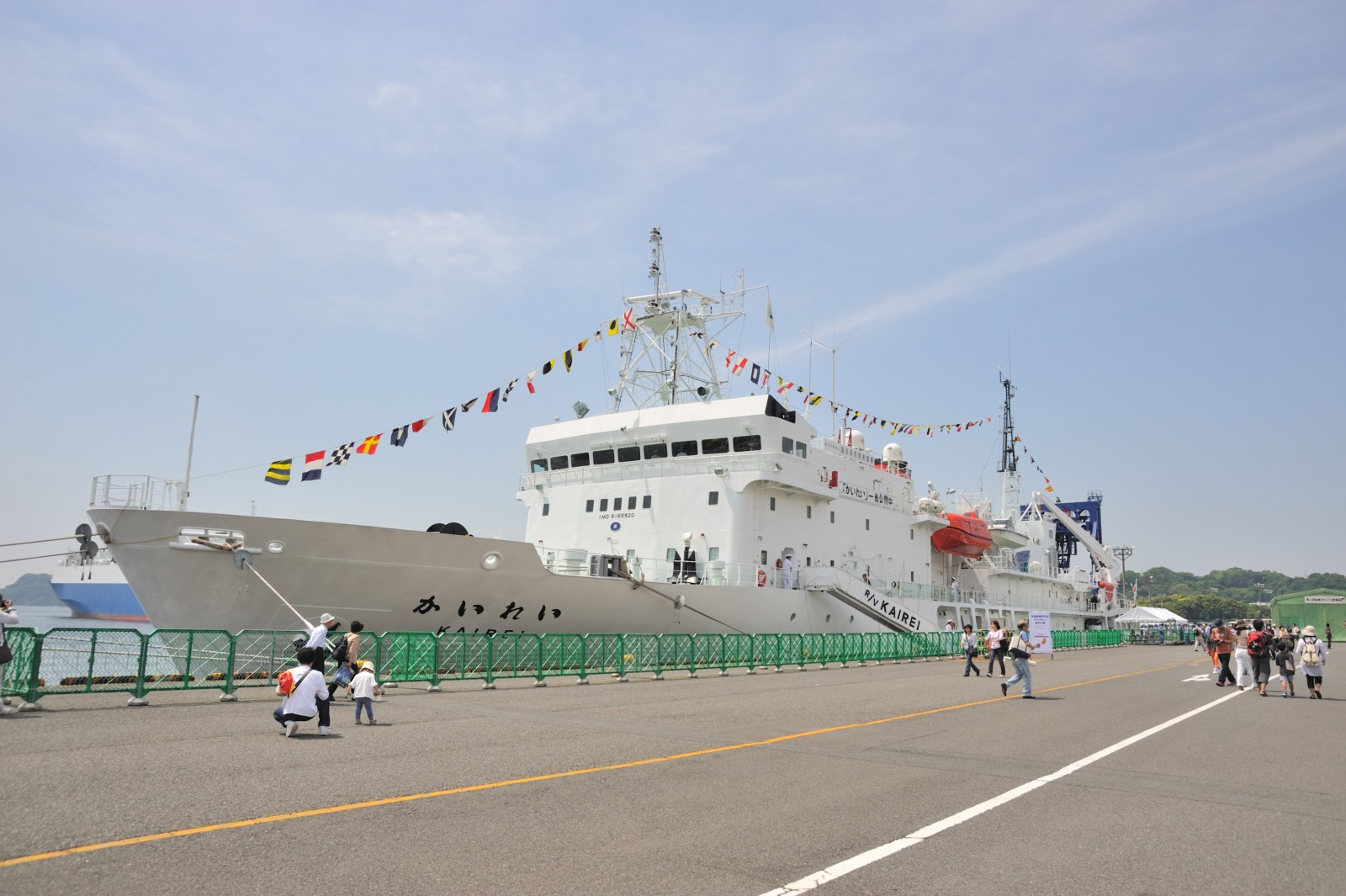
Исследовательское судно Kairei

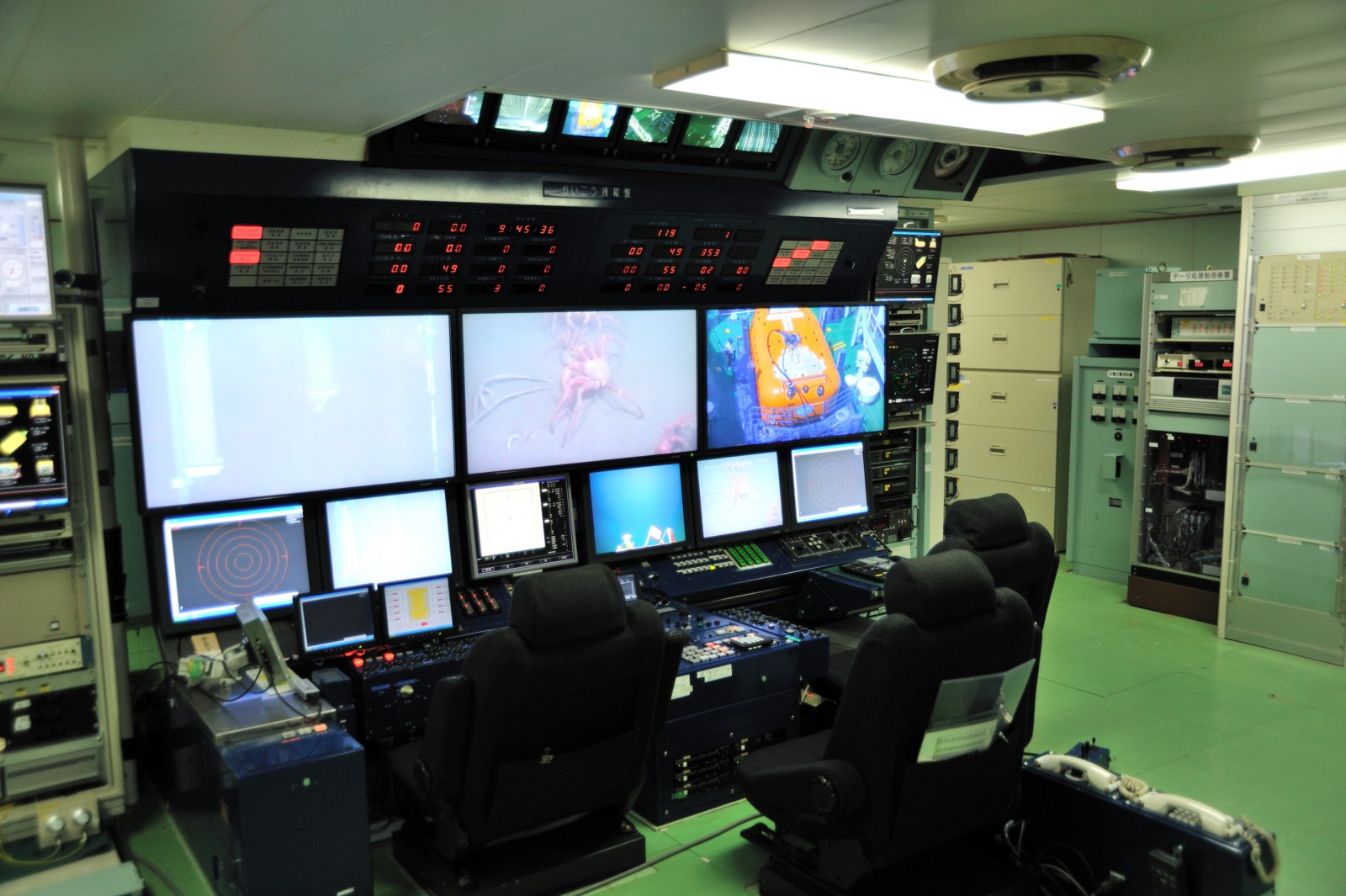
Комната управления Kairei

Исследовательское судно Kairei служило носителем аппарата Kaikō и пришедшему ему на замену Kaikō7000II. Сейчас является судном-носителем для нового аппарата ABISMO.

## История Kaikō

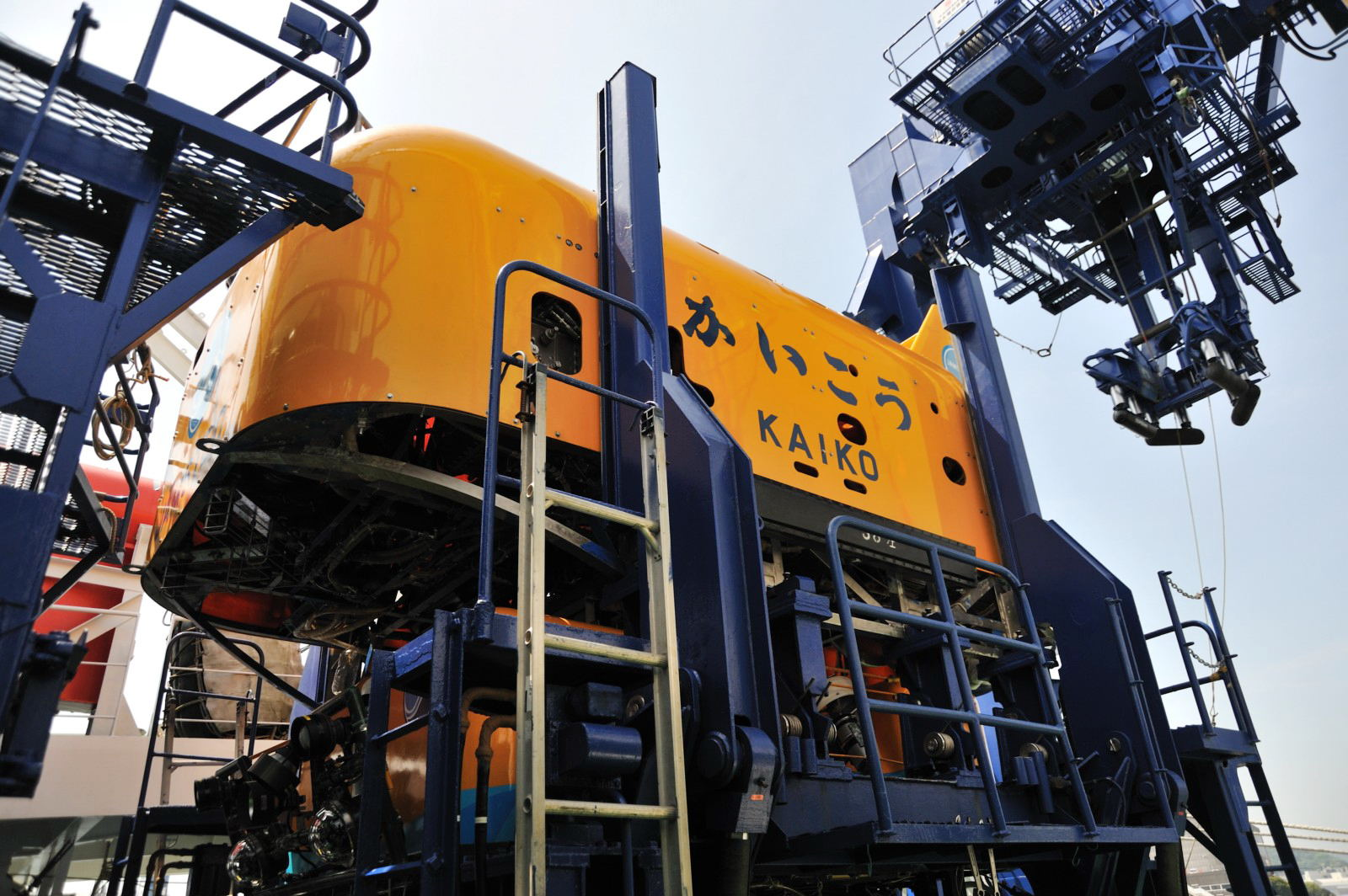
Пусковая платформа

24 марта 1995 года во время первого погружения Kaikō достиг максимальной глубины в Бездне Челленджера в 10911,4 метра. Были взяты образцы экстремофильного бентоса.

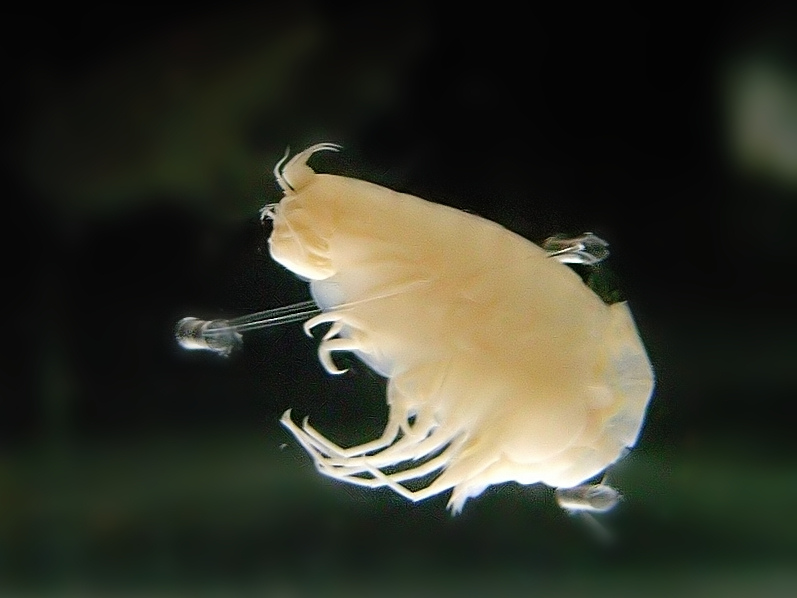
Hirondellea gigas

В феврале 1996 года Kaikō вновь погрузился в Бездну Челленджера для взятия проб осадочного грунта и микроорганизмов с океанского дна.
В декабре 1997 года у берегов Окинавы обнаружил обломки Tsushima Maru, японского пассажирского и транспортного корабля, потопленного подводной лодкой ВМС США USS Bowfin во время Второй мировой войны.
В мае 1998 года аппарат вновь вернулся в Бездну Челленджера. В этот раз с целью сбора образцов ракообразного Hirondellea gigas.
В октябре 1999 года выполнял работы по подключению измерительного оборудования к подводному кабелю на глубине 2150 метров в районе жёлоба Рюкю. Также в ходе этой миссии на глубине 5110 метров был обнаружен новый вид бактерий — Shewanella violacea.
В ноябре того же года аппарат обнаружил обломки РН H-II F8 Национального агентства по исследованию космоса Японии, упавшей в результате неудачного запуска.
В августе 2000 года Kaikō обнаружил гидротермальные источники и связанные с ними глубоководные сообщества на глубине 2450 метров рядом с Центральноиндийским хребтом.
29 мая Kaikō был потерян во время тайфуна Чан-Хом у берегов Сикоку, в результате обрыва троссов, соединяющих его с кораблём-носителем.

## Постройка ABISMO
В связи с тем, что аппарат Kaikō7000II, служивший временной заменой Kaikō, не мог погружаться на глубину более 7000 метров (что отражено в названии), в апреле 2005 года инженеры JAMSTEC приступили к работе над аппаратом, способным погружаться на глубину 11 000 метров. Проект был назван ABISMO (Automatic Bottom Inspection and Sampling Mobile, что дословно переводится как «мобильный аппарат для автоматического исследования дна и взятия образцов»). Первые испытания начались в 2007 году. Аппарат успешно достиг 9760 метров в Идзу-Бонинском жёлобе, собрав образцы со дна.